# أولاد عبد عبد الرحمان (العتامنة أولاد الصغير)
أولاد عبد عبد الرحمان هو دُوَّار يقع بجماعة مداغ، إقليم بركان، جهة الشرق في المملكة المغربية. ينتمي الدوّار لمشيخة العتامنة أولاد الصغير التي تضم دوارين. يقدر عدد سكانه بـ 643 نسمة حسب الإحصاء الرسمي للسكان والسكنى لسنة 2004.

## روابط خارجية
- البوابة الوطنية للجماعات الترابية
- المندوبية السامية للتخطيط